# صورت بچگانه زیبا
صورت بچگانه زیبا (انگلیسی: Baby Faced Beauty; کره‌ای: 동안미녀) یک مجموعه تلویزیونی محصول کره جنوبی سال ۲۰۱۱ با بازی جانگ نا را، چوی دنیل، ریو جین و کیم مین سو است. این مجموعه از ۲ مه تا ۵ ژوئیه ۲۰۱۱، روزهای دوشنبه و سه‌شنبه ساعت ۲۱:۵۵ (کی‌اس‌تی) از کی‌بی‌اس۲ پخش شد. این مجموعه درمورد یک طراح مد ۳۴ ساله است که سن خود را جعل می‌کند تا در یک شرکت مد شغل پیدا کند.
این مجموعه در ابتدا برای ۱۸ قسمت برنامه‌ریزی شده بود اما به دلیل محبوبیت، دو قسمت دیگر به آن اضافه شد. این مجموعه برای پنج هفتهٔ متوالی، جایگاه شماره یک بینندگان در جدول پخش زمانی خود داشت.

## بازیگران

### اصلی
- جانگ نا را در نقش لی سو یونگ[۷][۸]
- چوی دنیل در نقش چوی جین ووک[۹]
- ریو جین در نقش جی سونگ ایل
- کیم مین سو در نقش کانگ یون سو